# 'S Wonderful, 'S Marvelous
"'S wonderful, 's marvelous" es el 135° episodio de la serie de televisión norteamericana Gilmore Girls.

## Sinopsis
Lorelai y Christopher empiezan a salir nuevamente, y tanto Rory como Sookie se muestran preocupadas pues temen que él pueda volver a hacerle daño, y se lo hacen saber a Lorelai. Inclusive, ella se preocupa también, aunque luego cree que la relación puede volverse algo más seria. Christopher sorprende a Lorelai cuando la lleva a ver una película proyectada sobre un establo, en un lugar muy lejano y tranquilo, pero después ellos deben ir a la estación de policía para recoger a Emily, quien había sido detenida por haber estado hablando por celular mientras manejaba; y Lorelai disfruta de aquel momento. Por otra parte, como Anna debe ir unos días a Nuevo México para visitar a su madre, April se queda con Luke, y él recibe instrucciones para el primer día de escuela de su hija. April intenta que Luke rehaga su vida amorosa, pero él se siente incómodo al abordar ese tema; y Richard consigue un puesto de profesor en Yale. Finalmente, Rory reinicia sus actividades como editora del diario de Yale, y acude para hacer una reseña en una extraña exposición de arte, en la cual se hace amiga de dos chicas que se encontraban en dicho evento.

## Errores
- No es posible que la imagen proyectada (la película) al granero salga tan nítida sin tener una tela blanca de fondo o algo similar. Así, no se podría ver realmente la película.
- Luego de hablar Lorelai con su mamá por teléfono, una caja y un libro que estaban sobre el auto desaparecen (34:11).
- Emily va al lado derecho de la ruta (como es lo normal en EE. UU.), pero al parar su auto está hacia la izquierda. Además, el auto del policía se pone justo detrás, pero cuando este sale se ve a su auto de costado.

- Datos: Q6461505